# Gregorius van Nazianze

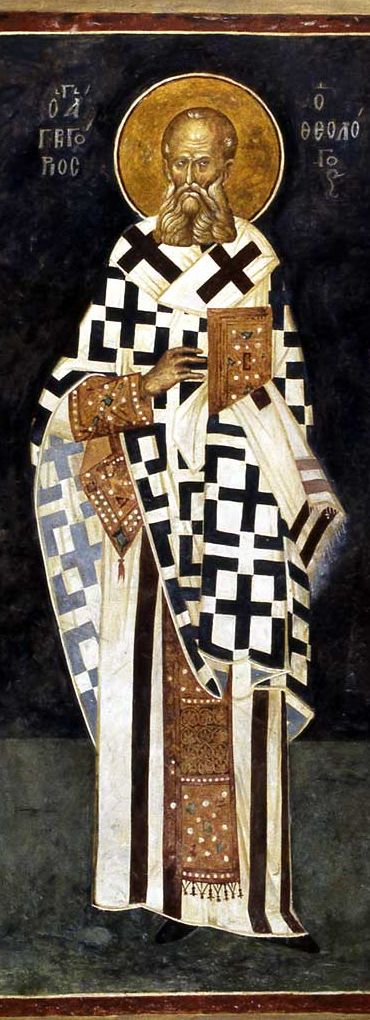
Gregorius van Nazianze

De heilige Gregorius van Nazianze of Gregorius de Theoloog (Oudgrieks: Γρηγόριος Α´ ὁ Ναζιανζηνός of Γρηγόριος ὁ Θεολόγος) (329 - 25 januari 389) is samen met de heilige Basilius de Grote de grondlegger van het oosterse kloosterleven. Hun gedachtenis wordt in de Rooms-Katholieke Kerk gevierd op 2 januari. Gregorius van Nazianze is een van de Cappadocische Vaders. De Orthodoxe Kerk en de oosters-katholieke kerken kennen twee feestdagen ter ere van Gregorius: 25 januari als het belangrijkste feest en 30 januari, bekend als het feest van de Drie Grote Hiërarchen.
Gregorius was sofist en had een retorische en literaire opleiding achter de rug vóór hij priester werd. Hij werd theoloog en bisschop in Constantinopel.
Hij is de grondlegger van de orthodoxe leer van de Drievuldigheid (Drie-eenheid): God is één wezen in drie hypostasen. In de Rooms-Katholieke Kerk geldt hij als kerkleraar.

Hij heeft talrijke brieven, redevoeringen en gedichten geschreven. Een van de bekendste is Christus Patiens, een tragedie over de kruisdood; zijn auteurschap wordt evenwel in twijfel getrokken.

## Sermoenen
Zijn naam werd eeuwen later verbonden aan het rijk geïllustreerde handschrift met "de Sermoenen van Gregorius van Nazianze", waarschijnlijk gemaakt in opdracht van keizer Basileios I. Het betreft een van de belangrijkste werken van de 9e-eeuwse Byzantijnse Renovatio, de herleving van de antieke cultuur in het Byzantijnse Rijk na de Tweede Iconoclasme (Beeldenstorm) die in 843 eindigde. Het handschrift werd vervaardigd omstreeks 880 en bevindt zich in de Bibliothèque nationale de France in Parijs.